# Estação Porte de Namur
Porte de Namur (fr) ou Naamsepoort (nl) é uma estação das linhas 2 e 6 do Metro de Bruxelas.